# Vitis ruyuanensis
Vitis ruyuanensis — вид рослин з роду Виноград (Vitis). Ендемік для провінцї Гуандун в Китаї. Зростає на схилах пагорбів й у чагарниках, на висоті приблизно 200 метрів над рівнем моря.

## Опис
Рослина полігамно-дводомна. Гілки тонкі, голі, з непомітними поздовжніми гребенями. Вусики нерозгалужені. Листя просте, нерозділене. Прилистки опадають. Черешок голий, від 1,5 до 2 см завдовжки. Листкова пластинка знизу пурпурова, стрілоподібна, від 5 до 8 см завдовжки та від 3 до 4 см завширшки. Квітконіжка майже гола, розміром від 2 до 3 мм. Бруньки оберненояйцеподібні, 1,5—2 мм, верхівка закруглена. Ягода куляста, від 6 до 8 мм у діаметрі. Цвіте з квітня по травень. Плодоносить з червня по липень.